# Hypnotisören
Hypnotisören (bra: O Hipnotista) é um filme sueco de 2012, dos gêneros policial e suspense, dirigido e coescrito por Lasse Hallström, baseado no livro homônimo de Lars Kepler.
Foi selecionado como representante da Suécia à edição do Oscar 2013, organizada pela Academia de Artes e Ciências Cinematográficas. Foi lançado em DVD no Brasil em 30 de abril de 2015.

## Sinopse
O filme segue um detetive que recorre a um psicólogo famoso para um caso que tem uma jovem testemunha que fica traumatizada após um crime.

## Elenco
- Tobias Zilliacus - Joona Linna
- Mikael Persbrandt - Erik Maria Bark
- Lena Olin - Simone Bark
- Helena af Sandeberg - Daniella
- Jonatan Bökman - Josef
- Oscar Pettersson - Benjamin
- Eva Melander - Magdalena
- Anna Azcarate - Lydia
- Johan Hallström - Erland

## Recepção
Em sua crítica para o What Culture, Shaun Munro avaliou o filme como "um suspense nórdico inofensivo que, no entanto, explode completamente sua interessante premissa." Já Henry Northmore, do The List, pontuou com a nota 3/5 avaliando como "sombrio e taciturno, há um mistério intrigante enterrado entre clichês e buracos na trama."